# Celso Acosta
Celso Acosta fue un militar mexicano que participó en la Revolución mexicana.  
Nació en 1877 en la Huasteca Veracruzana. Ingresó al Ejército Federal, donde alcanzó el grado de Mayor. En 1911, decide desertar y unirse a la Rebelión maderista. También participó durante la lucha constitucionalista; estuvo en las tomas de Tantoyuca, Ozuluama y Chicontepec además de otras de menor importancia, aunque este brote de violencia fue rápidamente controlado en el estado de Veracruz llegando a obtener el grado de Coronel, terminada la lucha decide licenciarse y muere a finales de los 40´s. 